# 750 Seventh Avenue
750 Seventh Avenue, ook bekend als 750 7th Avenue, is een wolkenkrabber in de Amerikaanse stad New York. Het staat op 750 7th Avenue en werd in 1989 voltooid.

## Ontwerp
750 Seventh Avenue is 187,45 meter hoog en telt 36 verdiepingen. Het is door Kevin Roche John Dinkeloo & Associates in postmodernistische stijl ontworpen en heeft een oppervlakte van 54.921 vierkante meter.
Vanwege de New York City Building Code springt het gebouw meerdere keren terug, waardoor het een spiraalvorm krijgt. De top van het gebouw zwaait tijdens harde wind zo erg, dat sommige werknemers bewegingsziekte krijgen.